# Ma Yuan
Ma Yuan (în chineză: 馬遠; n. 1160, Hangzhou, Republica Populară Chineză – d. 1225) a fost un pictor chinez care a trăit în timpul dinastiei Song. Lucrările sale, împreună cu cele ale lui Xia Gui, au stat la baza așa-numitei școli de pictură Ma-Xia (în chineză: 馬夏) și sunt considerate printre cele mai bune din acea perioadă. Lucrările sale i-au inspirat atât pe artiștii chinezi ai școlii Zhe, cât și pe primii pictori japonezi Tenshō Shūbun și Sesshū Tōyō.

## Biografie

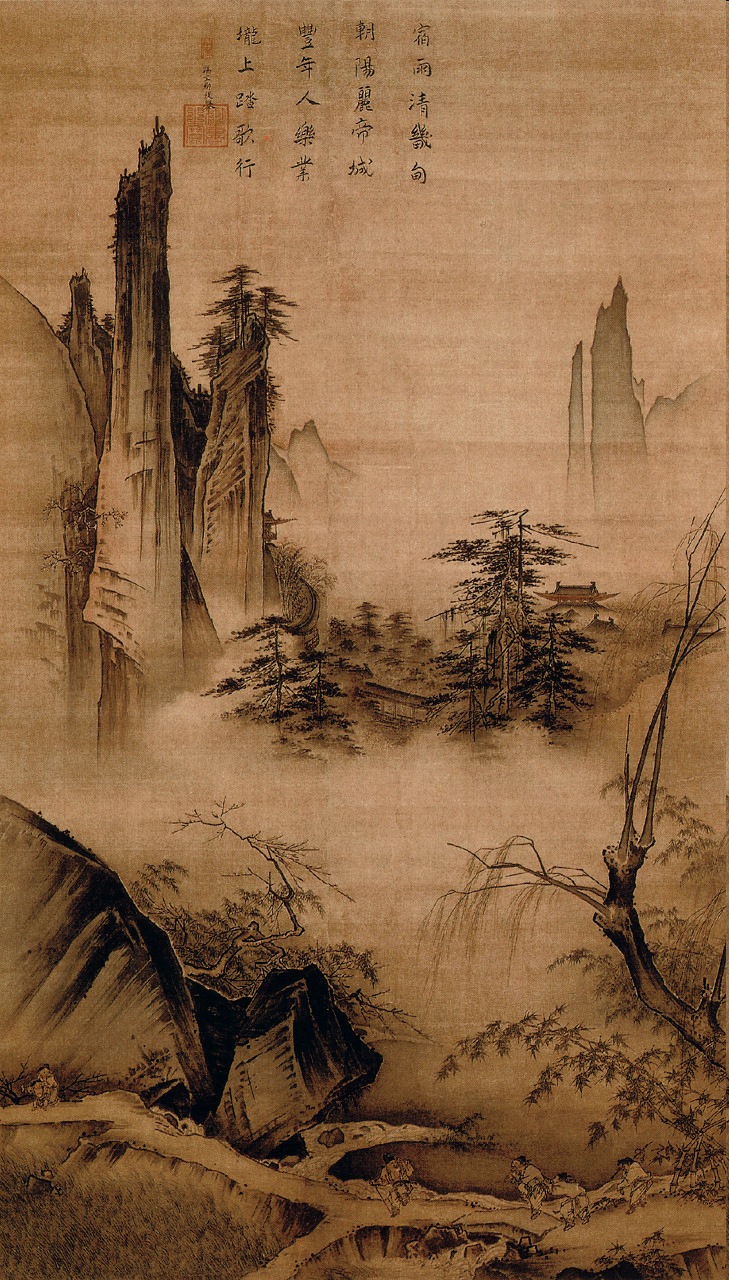
Dansând și cântând (Țărani întorcându-se de la muncă)

Ma Yuan s-a născut în Qiantang (acum Hangzhou, Zhejiang) într-o familie de pictori. Străbunicul său Ma Fen a fost pictor la curtea dinastiei Song de Nord la începutul secolului al XII-lea, iar atât bunicul său Ma Xingzu, cât și tatăl său Ma Shirong au ocupat aceeași funcție la curtea dinastiei Song de Sud din Hangzhou. La un moment dat după 1189, Ma Yuan a primit aceeași funcție sub împăratul Guangzong. În mod evident, se bucura de o înaltă reputație la curte și era favoritul împăratului Ningzong (care a scris mai multe poezii inspirate din picturile lui Ma Yuan); dar nu se mai știe nimic despre viața lui. A murit în 1225. Fiul său, Ma Lin, care a ajuns la rangul de pictor-în-așteptare, a fost ultimul pictor din familie.

### Opera

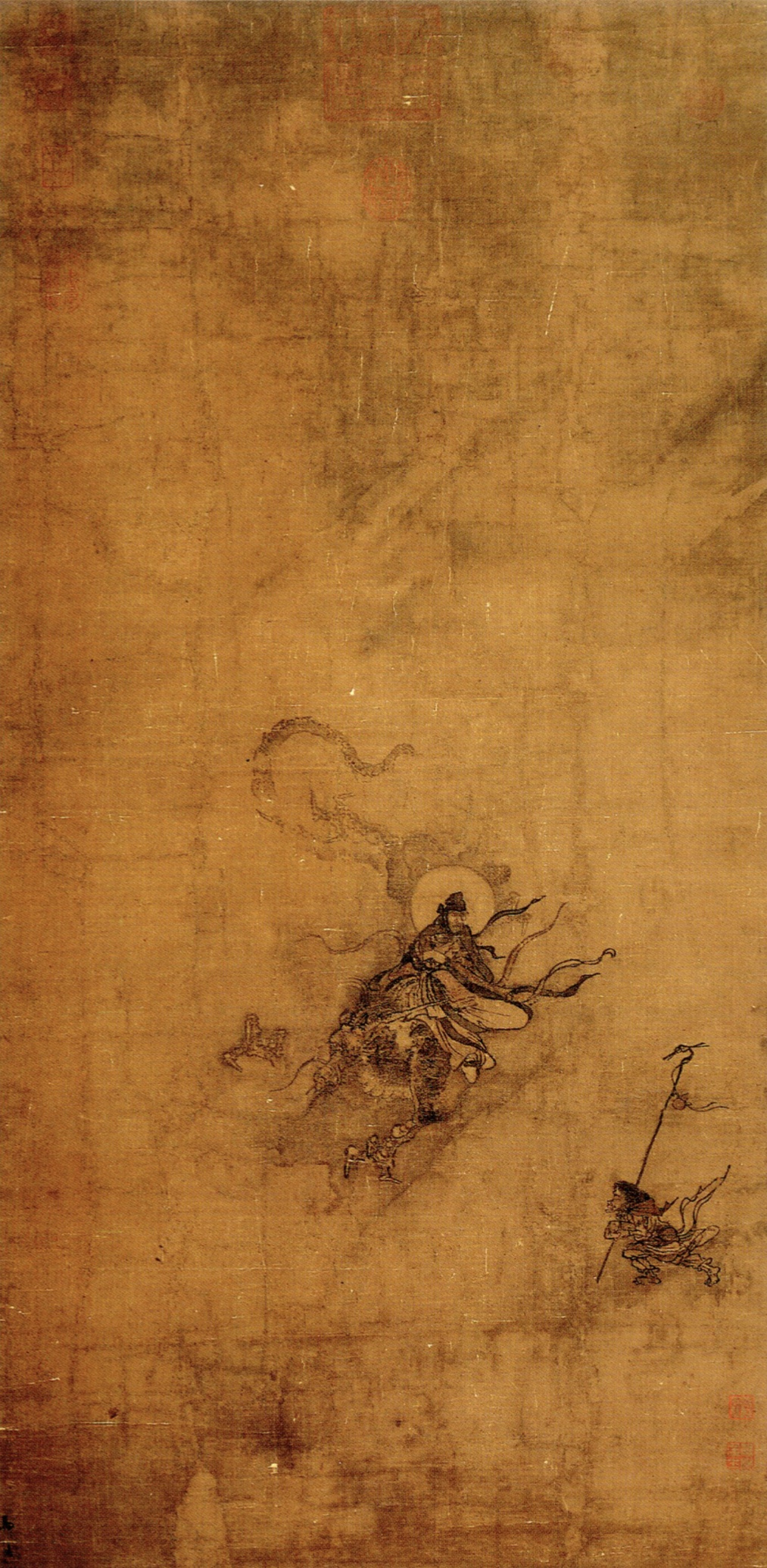
Nemuritor călărind un dragon. Dinastia Song de Sud, începutul secolului al XIII-lea. Sul atârnând; cerneală și culori deschise pe mătase.

Deși un pictor foarte versatil, Ma este cunoscut astăzi în primul rând pentru sulurile sale cu peisaj. Tehnica lui, ca și cea a multor contemporani, a fost la început inspirată de Li Tang. În cele din urmă, Ma a dezvoltat un stil personal, cu elemente decorative marcate („pinii [...] puternici parcă ar fi fost din sârmă de fier”, așa cum este descris într-o sursă contemporană). O trăsătură caracteristică a multor picturi este așa-numita compoziție „un colț”, în care subiectele propriu-zise ale picturii sunt împinse într-un colț sau într-o parte, lăsând cealaltă parte a picturii mai mult sau mai puțin goală.
Pe lângă peisaje, opera lui Ma care a supraviețuit include multe tipuri diferite de lucrări. Acestea includ o serie de picturi delicate cu flori (Muzeul Palatului Național, Taipei), o serie de picturi cu apă și munți (Muzeul Palatului, Beijing), unele picturi ale maeștrilor Zen (două păstrate în Tenryū-ji, Kyoto) etc. Multe Au supraviețuit file de album care îi pot fi atribuite lui Ma Yuan, dar paternitatea lor este contestată pentru toate, cu excepția unora dintre ele, deoarece popularitatea lui Ma în zilele sale a făcut ca numeroși pictori să-i imite stilul. Plimbare pe o cărare de munte primăvara (Muzeul Palatului Național) se numără printre filele albumului cu atribuire sigură, la fel ca două file din colecția Muzeului de Arte Frumoase din Boston și una din Colecția Mr. and Mrs. Dean Perry, Cleveland, Ohio. Un grup de suluri supraviețuiește, de asemenea, inclusiv una dintre cele mai importante lucrări, Cei patru înțelepți din Shangshan, aflată în colecția Muzeului de Artă din Cincinnati, Ohio. În istoria științei și tehnologiei din China, Ma Yuan este amintit ca fiind primul care a descris o mulinetă de pescuit în lucrări de artă (adică în pictura sa Pescar pe un lac iernatic).